# 日野家秀
日野家秀（ひの いえひで、応永8年（1401年） - 永享4年（1432年）6月1日）は、室町時代前期の公卿。初名は日野秀光。

## 官歴
- 時期不明：蔵人頭、紀伊権守、正四位上
- 応永32年（1425年）：参議、左大弁
- 応永33年（1426年）：讃岐権守
- 正長元年（1428年）：従三位、権中納言
- 永享2年（1430年）：院執権、検非違使別当、左衛門督
- 永享4年（1432年）：権大納言

## 系譜
- 父：日野資教
- 兄：日野有光
- 養子：日野春龍丸（広橋兼郷の子）